# Rosholt (Wisconsin)
Rosholt es una villa ubicada en el condado de Portage en el estado estadounidense de Wisconsin. En el Censo de 2010 tenía una población de 506 habitantes y una densidad poblacional de 178,26 personas por km².

## Geografía
Rosholt se encuentra ubicada en las coordenadas 44°37′49″N 89°18′19″O / 44.63028, -89.30528. Según la Oficina del Censo de los Estados Unidos, Rosholt tiene una superficie total de 2.84 km², de la cual 2.75 km² corresponden a tierra firme y (3.28%) 0.09 km² es agua.

## Demografía
Según el censo de 2010, había 506 personas residiendo en Rosholt. La densidad de población era de 178,26 hab./km². De los 506 habitantes, Rosholt estaba compuesto por el 98.42% blancos, el 0% eran afroamericanos, el 1.38% eran amerindios, el 0% eran asiáticos, el 0% eran isleños del Pacífico, el 0% eran de otras razas y el 0.2% pertenecían a dos o más razas. Del total de la población el 3.16% eran hispanos o latinos de cualquier raza.